# Globus d'Or a la millor actriu en sèrie de televisió dramàtica
El Globus d'Or a millor actriu de sèrie de televisió dramàtica és un guardó presentat actualment per l'associació de la premsa estrangera de Hollywood. S'otorga anualment a la millor actriu protagonista en una sèrie de televisió dramàtica, principalment del territori nord-americà.

## Història
Va ser atorgat per primera vegada el 5 de març del 1962, amb el títol Millor estrella de televisió - femenina. Aquesta distinció inicial incloïa tant sèries de comèdia com de drama, i la guanyadora inaugural va ser Pauline Frederick. 
A partir de 1963, les nominacions per a aquesta categoria es van anunciar anualment. Posteriorment, el 1969, el premi es va dividir en dues categories: drama i comèdia. Aquesta divisió va donar lloc al títol Millor actriu de televisió - Drama. No obstant això, no va ser fins al 1980 que la categoria va adquirir la seva denominació actual: Millor actriu en sèrie de televisió dramàtica.
Des dels seus inicis, un total de cinquanta-dues actrius han estat reconegudes amb aquest guardó. Entre elles destaca Angela Lansbury, que ostenta el rècord de premis en aquesta categoria, amb un total de sis Globus d'Or (quatre d'ells en aquesta categoria) i quinze nominacions (de les quals tretze corresponen a aquesta mateixa categoria).

## Guardonades
| Any  | Actriu                 | Pel·lícula                        | Paper                          | Referència |
| 1962 | Pauline Frederick      |                                   |                                |            |
| 1963 | Donna Reed             | The Donna Reed Show               | Donna Stone                    | [1]        |
| 1964 | Inger Stevens          | The Farmer's Daughter             | Katrin "Katy" Holstrum         | [2]        |
| 1965 | Mary Tyler Moore       | The Dick Van Dyke Show            | Laura Petrie                   | [3]        |
| 1966 | Anne Francis           | Honey West                        | Honey West                     | [4]        |
| 1967 | Marlo Thomas           | That Girl                         | Ann Marie                      | [5]        |
| 1968 | Carol Burnett          | The Carol Burnett Show            | Diversos papers                | [6]        |
| 1969 | Diahann Carroll        | Julia                             | Julia Baker                    | [7]        |
| 1970 | Linda Cristal          | The High Chaparral                | Victoria Montoya               | [8]        |
| 1971 | Peggy Lipton           | The Mod Squad                     | Julia Barnes                   | [9]        |
| 1972 | Patricia Neal          | The Homecoming: A Christmas Story | Olivia Walton                  | [10]       |
| 1973 | Gail Fisher            | Mannix                            | Peggy Fair                     | [11]       |
| 1974 | Lee Remick             | The Blue Knight                   | Cassie Walters                 | [12]       |
| 1975 | Angie Dickinson        | Police Woman                      | Sgt. Suzanne "Pepper" Anderson | [13]       |
| 1976 | Lee Remick             | Jennie: Lady Randolph Churchill   | Jennie Randolph Churchill      | [14]       |
| 1977 | Susan Blakely          | Rich Man, Poor Man                | Julie Prescott                 | [15]       |
| 1978 | Lesley Ann Warren      | 79 Park Avenue                    | Marja Fludjicki/ Marianne      | [16]       |
| 1979 | Rosemary Harris        | Holocaust                         | Berta Palitz Weiss             | [17]       |
| 1980 | Natalie Wood           | From Here to Eternity             | Karen Holmes                   | [18]       |
| 1981 | Yoko Shimada           | Shōgun                            | Lady Toda Buntaro              | [19]       |
| 1982 | Linda Evans            | Dynasty                           | Krystle Carrington             | [20]       |
| 1982 | Joan Collins           | Dynasty                           | Alexis Carrigton               | [20]       |
| 1983 | Joan Collins           | Dynasty                           | Alexis Carrigton               | [21]       |
| 1984 | Jane Wyman             | Falcon Crest                      | Angela Channing                | [22]       |
| 1985 | Angela Lansbury        | Murder, She Wrote                 | Jessica Fletcher               | [23]       |
| 1986 | Sharon Gless           | Cagney & Lacey                    | Christine Cagney               | [24]       |
| 1987 | Angela Lansbury        | Murder, She Wrote                 | Jessica Fletcher               | [25]       |
| 1988 | Susan Dey              | L.A. Law                          | Grace Van Owen                 | [26]       |
| 1989 | Jill Eikenberry        | L.A. Law                          | Ann Kelsey                     | [27]       |
| 1990 | Angela Lansbury        | Murder, She Wrote                 | Jessica Fletcher               | [28]       |
| 1991 | Sharon Gless           | The Trials Of Rosie O'Neill       | Fiona Rose "Rosie" O'Neill     | [29]       |
| 1991 | Patricia Wettig        | Thirtysomething                   | Nancy Weston                   | [29]       |
| 1992 | Angela Lansbury        | Murder, She Wrote                 | Jessica Fletcher               | [30]       |
| 1993 | Regina Taylor          | I'll Fly Away                     | Lily Harper                    | [31]       |
| 1994 | Kathy Baker            | Picket Fences                     | Jill Brock                     | [32]       |
| 1995 | Claire Danes           | My So-Called Life                 | Angela Chase                   | [33]       |
| 1996 | Jane Seymour           | Dr. Quinn, Medicine Woman         | Dr. Michaela Quinn             | [34]       |
| 1997 | Gillian Anderson       | The X-Files                       | Dana Scully, FBI Special Agent | [35]       |
| 1998 | Christine Lahti        | Chicago Hope                      | Dr. Kate Austen                | [36]       |
| 1999 | Keri Russell           | Felicity                          | Felicity Porter                | [37]       |
| 2000 | Edie Falco             | The Sopranos                      | Carmela Soprano                | [38]       |
| 2001 | Sela Ward              | Once and Again                    | Lily Manning                   | [39]       |
| 2002 | Jennifer Garner        | Alias                             | Sydney Bristow                 | [40]       |
| 2003 | Edie Falco             | The Sopranos                      | Carmela Soprano                | [41]       |
| 2004 | Frances Conroy         | Six Feet Under                    | Ruth Fisher                    | [42]       |
| 2005 | Mariska Hargitay       | Law & Order: Special Victims Unit | Det. Olivia Benson             | [43]       |
| 2006 | Geena Davis            | Commander in Chief                | President Mackenzie Allen      | [44]       |
| 2007 | Kyra Sedgwick          | The Closer                        | Brenda Leigh Johnson           | [45]       |
| 2008 | Glenn Close            | Damages                           | Patty Hewes                    | [46]       |
| 2009 | Anna Paquin            | True Blood                        | Sookie Stackhouse              | [47]       |
| 2010 | Julianna Margulies     | The Good Wife                     | Alicia Florrick                | [48]       |
| 2011 | Katey Sagal            | Sons of Anarchy                   | Gemma Teller Morrow            | [49]       |
| 2012 | Claire Danes           | Homeland                          | Carrie Mathison                | [50]       |
| 2013 | Claire Danes           | Homeland                          | Carrie Mathison                | [51]       |
| 2014 | Robin Wright           | House of Cards                    | Claire Underwood               | [52]       |
| 2015 | Ruth Wilson            | The Affair                        | Alison Lockhart                | [53]       |
| 2016 | Taraji P. Henson       | Empire                            | Cookie Lyon                    | [54]       |
| 2017 | Claire Foy             | The Crown                         | Queen Elizabeth II             | [55]       |
| 2018 | Elisabeth Moss         | The Handmaid's Tale               | June Osborne / Offred          | [56]       |
| 2019 | Sandra Oh              | Killing Eve                       | Eve Polastri                   | [57]       |
| 2020 | Olivia Colman          | The Crown                         | Queen Elizabeth II             | [58]       |
| 2021 | Emma Corrin            | The Crown                         | Diana, Princess of Wales       | [59]       |
| 2022 | Michaela Jaé Rodriguez | Pose                              | Blanca Evangelista             | [60]       |
| 2023 | Zendaya                | Euphoria                          | Rue Bennett                    | [61]       |
| 2024 | Sarah Snook            | Succession                        | Siobhan "Shiv" Roy             | [62]       |

### Dècada del 2010
| Any  | Actriu               | Sèrie                       | Paper                   |
| ---- | -------------------- | --------------------------- | ----------------------- |
| 2010 | Julianna Margulies ‡ | The Good Wife               | Alicia Florrick         |
| 2010 | Glenn Close          | Damages                     | Patty Hewes             |
| 2010 | January Jones        | Mad Men                     | Betty Draper            |
| 2010 | Anna Paquin          | True Blood                  | Sookie Stackhouse       |
| 2010 | Kyra Sedgwick        | The Closer                  | Brenda Leigh Johnson    |
| 2011 | Katey Sagal ‡        | Sons of Anarchy             | Gemma Teller Morrow     |
| 2011 | Julianna Margulies   | The Good Wife               | Alicia Florrick         |
| 2011 | Elisabeth Moss       | Mad Men                     | Peggy Olson             |
| 2011 | Piper Perabo         | Covert Affairs              | Annie Walker            |
| 2011 | Kyra Sedgwick        | The Closer                  | Brenda Leigh Johnson    |
| 2012 | Claire Danes ‡       | Homeland                    | Carrie Mathison         |
| 2012 | Mireille Enos        | The Killing                 | Sarah Linden            |
| 2012 | Julianna Margulies   | The Good Wife               | Alicia Florrick         |
| 2012 | Madeleine Stowe      | Revenge                     | Victoria Grayson        |
| 2012 | Callie Thorne        | Necessary Roughness         | Danielle "Dani" Santino |
| 2013 | Claire Danes ‡       | Homeland                    | Carrie Mathison         |
| 2013 | Connie Britton       | Nashville                   | Rayna James             |
| 2013 | Glenn Close          | Damages                     | Patty Hewes             |
| 2013 | Michelle Dockery     | Downton Abbey               | Mary Crawley            |
| 2013 | Julianna Margulies   | The Good Wife               | Alicia Florrick         |
| 2014 | Robin Wright ‡       | House of Cards              | Claire Underwood        |
| 2014 | Julianna Margulies   | The Good Wife               | Alicia Florrick         |
| 2014 | Tatiana Maslany      | Orphan Black                | Various Characters      |
| 2014 | Taylor Schilling     | Orange Is the New Black     | Piper Chapman           |
| 2014 | Kerry Washington     | Scandal                     | Olivia Pope             |
| 2015 | Ruth Wilson ‡        | The Affair                  | Alison Lockhart         |
| 2015 | Claire Danes         | Homeland                    | Carrie Mathison         |
| 2015 | Viola Davis          | How to Get Away with Murder | Annalise Keating        |
| 2015 | Julianna Margulies   | The Good Wife               | Alicia Florrick         |
| 2015 | Robin Wright         | House of Cards              | Claire Underwood        |
| 2016 | Taraji P. Henson‡    | Empire                      | Cookie Lyon             |
| 2016 | Caitríona Balfe      | Outlander                   | Claire Fraser           |
| 2016 | Viola Davis          | How to Get Away with Murder | Annalise Keating        |
| 2016 | Eva Green            | Penny Dreadful              | Vanessa Ives            |
| 2016 | Robin Wright         | House of Cards              | Claire Underwood        |
| 2017 | Claire Foy ‡         | The Crown                   | Queen Elizabeth II      |
| 2017 | Caitríona Balfe      | Outlander                   | Claire Fraser           |
| 2017 | Keri Russell         | The Americans               | Elizabeth Jennings      |
| 2017 | Winona Ryder         | Stranger Things             | Joyce Byers             |
| 2017 | Evan Rachel Wood     | Westworld                   | Dolores Abernathy       |
| 2018 | Elisabeth Moss‡      | The Handmaid's Tale         | June Osborne / Offred   |
| 2018 | Caitríona Balfe      | Outlander                   | Claire Fraser           |
| 2018 | Claire Foy           | The Crown                   | Queen Elizabeth II      |
| 2018 | Maggie Gyllenhaal    | The Deuce                   | Eileen "Candy" Merrell  |
| 2018 | Katherine Langford   | 13 Reasons Why              | Hannah Baker            |
| 2019 | Sandra Oh ‡          | Killing Eve                 | Eve Polastri            |
| 2019 | Caitríona Balfe      | Outlander                   | Claire Fraser           |
| 2019 | Elisabeth Moss       | The Handmaid's Tale         | June Osborne / Offred   |
| 2019 | Julia Roberts        | Homecoming                  | Heidi Bergman           |
| 2019 | Keri Russell         | The Americans               | Elizabeth Jennings      |

### Dècada de 2020
| Any  | Candidates             | Sèrie               | Paper                       |
| ---- | ---------------------- | ------------------- | --------------------------- |
| 2020 | Olivia Colman ‡        | The Crown           | Queen Elizabeth II          |
| 2020 | Jennifer Aniston       | The Morning Show    | Alex Levy                   |
| 2020 | Jodie Comer            | Killing Eve         | Oksana Astankova/Villanelle |
| 2020 | Nicole Kidman          | Big Little Lies     | Celeste Wright              |
| 2020 | Reese Witherspoon      | The Morning Show    | Bradley Jackson             |
| 2021 | Emma Corrin            | The Crown           | Diana, Princess of Wales    |
| 2021 | Olivia Colman          | The Crown           | Queen Elizabeth II          |
| 2021 | Jodie Corner           | Killing Eve         | Jodie Comer                 |
| 2021 | Laura Linney           | Ozark               | Laura Linney                |
| 2021 | Sarah Paulson          | Ratched             | Sarah Paulson               |
| 2022 | Michaela Jaé Rodriguez | Pose                | Blanca Evangelista          |
| 2022 | Uzo Aduba              | In Treatment        | Dr. Brooke Tylor            |
| 2022 | Jeniffer Aniston       | The Morning Show    | Alex Levy                   |
| 2022 | Christine Baranski     | The Good Fight      | Diane Lockhart              |
| 2022 | Elizabeth Moss         | The Handmaid's Tale | June Osborne / Offred       |
| 2023 | Zendaya                | Euphoria            | Rue Bennet                  |
| 2023 | Emma D'Arcy            | House of the Dragon | Rhaenyra Targaryen          |
| 2023 | Laura Linney           | Ozark               | Wendy Byrde                 |
| 2023 | Imelda Stauton         | The Crown           | Queen Elizabeth II          |
| 2023 | Hilary Swank           | Alaska Daily        | Eileen Fitzgerald           |
| 2024 | Sarah Snook            | Succession          | Siobhan "Shiv" Roy          |
| 2024 | Helen Mirren           | 1923                | Cara Dutton                 |
| 2024 | Bella Ramsey           | The Last of Us      | Ellie Williams              |
| 2024 | Keri Russell           | The Diplomat        | Katherine "Kate" Wyler      |
| 2024 | Imelda Staunton        | The Crown           | Queen Elizabeth II          |